# Hellas Verona Football Club 1998-1999
Questa voce raccoglie le informazioni riguardanti l'Hellas Verona Football Club nelle competizioni ufficiali della stagione 1998-1999.

## Stagione
Nella stagione 1998-1999 l'Hellas Verona disputa il campionato di Serie B, raccoglie 66 punti ed il primo posto in classifica, ritrovando la Serie A. I gialloblù di Cesare Prandelli grazie al miglior attacco del torneo ed alle diciotto vittorie ottenute, delle quali tredici sul proprio campo, dopo due anni ritornano nella massima serie: decisiva la gara interna contro il Napoli (1-0 gol di Marasco) per certificarne la promozione. La squadra scaligera ha condotto un campionato regolare sempre al comando della classifica, cedendo leggermente nel finale. Il siciliano Fabrizio Cammarata preso dal Pescara, è stato il miglior marcatore stagionale veronese, autore di 15 reti. Nella Coppa Italia il Verona ha superato nel doppio confronto del primo turno la Nocerina, poi nei sedicesimi di finale è stato eliminato dal torneo dalla Sampdoria.

## Divise e sponsor
Il fornitore tecnico della stagione fu Erreà, mentre lo sponsor ufficiale fu Atreyu Immobiliare, raffigurato in un cerchio giallo sul petto delle divise.
| Casa | Trasferta | Terza divisa |

## Rosa
| N. |                      | Ruolo | Calciatore            |
| -- | -------------------- | ----- | --------------------- |
| 1  | Italia (bandiera)    | P     | Graziano Battistini   |
| 2  | Italia (bandiera)    | D     | Tommaso Movilli       |
| 2  | Italia (bandiera)    | D     | Corrado Venturi       |
| 3  | Italia (bandiera)    | D     | Gianluca Falsini      |
| 4  | Danimarca (bandiera) | D     | Martin Laursen        |
| 5  | Italia (bandiera)    | C     | Eugenio Corini        |
| 5  | Italia (bandiera)    | C     | Antonio Marasco       |
| 6  | Italia (bandiera)    | C     | Daniele Amerini       |
| 7  | Italia (bandiera)    | A     | Alfredo Aglietti      |
| 8  | Italia (bandiera)    | D     | Natale Gonnella       |
| 9  | Italia (bandiera)    | C     | Marco Giandebiaggi    |
| 10 | Italia (bandiera)    | A     | Stefano Ghirardello   |
| 10 | Italia (bandiera)    | A     | Stefano Guidoni       |
| 11 | Italia (bandiera)    | A     | Fabrizio Cammarata    |
| 12 | Italia (bandiera)    | P     | Alberto Maria Fontana |

| N. |                    | Ruolo | Calciatore          |
| -- | ------------------ | ----- | ------------------- |
| 13 | Croazia (bandiera) | C     | Ivan Rajčić         |
| 14 | Italia (bandiera)  | D     | Giancarlo Filippini |
| 15 | Italia (bandiera)  | C     | Vincenzo Italiano   |
| 16 | Croazia (bandiera) | D     | Tonči Žilić         |
| 17 | Italia (bandiera)  | C     | Alessandro Manetti  |
| 18 | Italia (bandiera)  | D     | Paolo Foglio        |
| 19 | Italia (bandiera)  | C     | Claudio Ferrarese   |
| 20 | Italia (bandiera)  | A     | Antonio De Vitis    |
| 21 | Italia (bandiera)  | C     | Leonardo Colucci    |
| 22 | Italia (bandiera)  | P     | Gennaro Iezzo       |
| 23 | Italia (bandiera)  | C     | Cristian Brocchi    |
| 24 | Italia (bandiera)  | D     | Settimio Lucci      |
| 25 | Italia (bandiera)  | P     | Gianluca Pegolo     |
| 26 | Italia (bandiera)  | C     | Marco Piovanelli    |
| 27 | Italia (bandiera)  | C     | Martino Melis       |

## Risultati

### Serie B

#### Girone di andata
| Arbitro: | Sputore (Vasto) |

|                                              |           |                 |
| Cammarata 21’ De Vitis 45’, 65’ Aglietti 92’ | Marcatori | 46’ M. Esposito |

| Arbitro: | Branzoni (Pavia) |

|             |           |                           |
| Obbedio 60’ | Marcatori | 3’ Ferrarese 66’ De Vitis |

| Arbitro: | Nucini (Bergamo) |

|                          |           |                                              |
| De Vitis 62’ Manetti 89’ | Marcatori | 9’ Cimarelli 29’, 53’, 60’ Guidoni 37’ Sullo |

| Treviso 27 settembre 1998 4ª giornata | Treviso           | 0 – 0 referto | Verona | Stadio Omobono Tenni\| Arbitro: \| Guiducci (Arezzo) \| |
| Arbitro:                              | Guiducci (Arezzo) |               |        |                                                         |

| Cremona 4 ottobre 1998 5ª giornata | Cremonese        | 0 – 0 referto | Verona | Stadio Giovanni Zini\| Arbitro: \| Paparesta (Bari) \| |
| Arbitro:                           | Paparesta (Bari) |               |        |                                                        |

| Arbitro: | Rossi (Ciampino) |

|                                         |           |                      |
| Italiano 30’ Cammarata 38’ Aglietti 83’ | Marcatori | 79’ (rig.) Lorenzini |

| Arbitro: | Branzoni (Pavia) |

|  |           |               |
|  | Marcatori | 64’ Cammarata |

| Arbitro: | Preschern (Mestre) |

|                                                  |           |  |
| Aglietti 27’ (rig.) Cammarata 46’, 55’ Melis 49’ | Marcatori |  |

| Arbitro: | Pirrone (Messina) |

|  |           |                          |
|  | Marcatori | 37’ Italiano 85’ Guidoni |

| Arbitro: | Pin (Conegliano) |

|             |           |  |
| Marasco 14’ | Marcatori |  |

| Arbitro: | Strazzera (Trapani) |

|                                |           |  |
| Cammarata 6’, 29’ Aglietti 43’ | Marcatori |  |

| Arbitro: | Sputore (Vasto) |

|  |           |                           |
|  | Marcatori | 18’ Cammarata 58’ Guidoni |

| Arbitro: | Strazzera (Trapani) |

|              |           |  |
| Gonnella 71’ | Marcatori |  |

| Arbitro: | Serena (Bassano del Grappa) |

|                                                    |           |             |
| Lentini 21’ Ferrante 45’ (rig.) Marasco 77’ (aut.) | Marcatori | 16’ Guidoni |

| Verona 20 dicembre 1998 15ª giornata | Verona           | 0 – 0 referto | Chievo | Stadio Marcantonio Bentegodi\| Arbitro: \| Bertini (Arezzo) \| |
| Arbitro:                             | Bertini (Arezzo) |               |        |                                                                |

| Arbitro: | Sirotti (Forlì) |

|                     |           |  |
| Gonnella 27’ (aut.) | Marcatori |  |

| Arbitro: | Serena (Bassano del Grappa) |

|                                               |           |                   |
| Italiano 72’ De Vitis 87’ (rig.) Aglietti 95’ | Marcatori | 93’ (rig.) Grabbi |

| Napoli 17 gennaio 1999 18ª giornata | Napoli                      | 0 – 0 referto | Verona | Stadio San Paolo\| Arbitro: \| Serena (Bassano del Grappa) \| |
| Arbitro:                            | Serena (Bassano del Grappa) |               |        |                                                               |

| Arbitro: | Fausti (Milano) |

|                            |           |               |
| Aglietti 22’ Cammarata 60’ | Marcatori | 65’ Francioso |

#### Girone di ritorno
| Arbitro: | Preschern (Mestre) |

|                  |           |               |
| Gelsi 29’ (rig.) | Marcatori | 12’ Cammarata |

| Arbitro: | Fausti (Milano) |

|                                               |           |  |
| Marasco 38’ Brocchi 70’ Guidoni 79’ Melis 86’ | Marcatori |  |

| Arbitro: | Pirrone (Messina) |

|            |           |              |
| Protti 56’ | Marcatori | 12’ Aglietti |

| Arbitro: | Paparesta (Bari) |

|             |           |              |
| Brocchi 50’ | Marcatori | 55’ M. Rossi |

| Arbitro: | Strazzera (Trapani) |

|                                                                        |           |                              |
| Piovanelli 7’ (rig.) Brocchi 10’ Cammarata 72’ (rig.) Guidoni 80’, 92’ | Marcatori | 20’ Collauto 84’ Ghirardello |

| Reggio Calabria 7 marzo 1999 25ª giornata | Reggina          | 0 – 0 referto | Verona | Stadio Oreste Granillo\| Arbitro: \| Bertini (Arezzo) \| |
| Arbitro:                                  | Bertini (Arezzo) |               |        |                                                          |

| Arbitro: | Fausti (Milano) |

|             |           |            |
| Brocchi 13’ | Marcatori | 26’ Malagò |

| Arbitro: | Sirotti (Forlì) |

|                                  |           |                                         |
| Bergamo 10’ Dell'Anno 59’ (rig.) | Marcatori | 51’ Foglio 83’ (aut.) Berti 85’ Guidoni |

| Arbitro: | Strazzera (Trapani) |

|                                                             |           |                |
| Guidoni 5’ Melis 34’ Italiano 38’ Cammarata 48’ Brocchi 58’ | Marcatori | 80’ Conticchio |

| Arbitro: | Branzoni (Pavia) |

|                                  |           |                           |
| Doni 9’ D. Zenoni 17’ Sottil 47’ | Marcatori | 30’ Cammarata 68’ Brocchi |

| Arbitro: | Serena (Bassano del Grappa) |

|             |           |               |
| Tudisco 78’ | Marcatori | 38’ Cammarata |

| Arbitro: | Rossi (Ciampino) |

|  |           |                             |
|  | Marcatori | 54’ Marino 75’ A. Filippini |

| Arbitro: | Cardella (Torre del Greco) |

|                            |           |  |
| Graffiedi 37’ Salvetti 75’ | Marcatori |  |

| Verona 9 maggio 1999 33ª giornata | Verona           | 0 – 0 referto | Torino | Stadio Marcantonio Bentegodi\| Arbitro: \| Pin (Conegliano) \| |
| Arbitro:                          | Pin (Conegliano) |               |        |                                                                |

| Arbitro: | Preschern (Mestre) |

|                               |           |  |
| M. Lombardini 41’ Passoni 46’ | Marcatori |  |

| Arbitro: | Nucini (Bergamo) |

|                |           |  |
| L. Colucci 56’ | Marcatori |  |

| Arbitro: | Racalbuto (Gallarate) |

|                            |           |  |
| Onorato 18’ Borgobello 27’ | Marcatori |  |

| Arbitro: | De Santis (Tivoli) |

|             |           |  |
| Marasco 23’ | Marcatori |  |

| Arbitro: | Sputore (Vasto) |

|                                  |           |                                 |
| Ruotolo 32’ Vukoja 38’ Nappi 81’ | Marcatori | 12’, 84’ De Vitis 48’ Cammarata |

### Coppa Italia
| Arbitro: | Bolognino (Milano) |

|                          |           |                             |
| De Palma 33’, 54’ (rig.) | Marcatori | 11’ (aut.) Erra 24’ Amerini |

| Arbitro: | Nucini (Bergamo) |

|                         |           |              |
| De Vitis 39’ 69’ (rig.) | Marcatori | 26’ De Palma |

| Arbitro: | Rosetti (Torino) |

|                         |           |  |
| Ortega 14’ Montella 59’ | Marcatori |  |

| Arbitro: | Rossi (Ciampino) |

|           |           |  |
| Zilic 10’ | Marcatori |  |